# Saša Edi Đorđević
Saša Edi Đorđević (Smederevo, 1969) srpski je književnik, rok muzičar, glumac i policijski oficir.
Član je Udruženja književnika Srbije i Udruženja književnika Republike Srpske.

## Biografija
Rođen je 1969. godine u Smederevu. U rodnom gradu je završio osnovnu školu i gimnaziju, a zatim Višu kriminalističku školu i Kriminalističko-policijsku akademiju u Beogradu. Po zanimanju je diplomirani oficir policije, zaposlen u Ministarstvu unutrašnjih poslova Republike Srbije od 1993. godine. Ima ćerku Saru.
U autorskom hevi metal bendu Patrias iz Smedereva peva i svira bas gitaru, piše tekstove i muziku.
Kao kaskader i glumac je učestvovao u snimanju mnogih domaćih i stranih kinematografskih ostvarenja (igrano-dokumentarna serija Srce zločina (Srbija, sezona 1 i 2), film i serija Južni vetar (Srbija, sezona 1) i Oluja (Srbija), serija Pet (Srbija), Komšije (Srbija), Jedini izlaz (Srbija), Heroji Haljarda (Srbija), Tajkun (Srbija), Grupa (Srbija), U klinču (Srbija), Urgentni centar (Srbija), Miss Scarlet (Engleska), Infiltration (UAE), Counterattack (Egipat), Ambasada (Rusija), film Hotel Beograd(Srbija), Jazavac pred sudom (Srbija), 1. maj (Srbija), My son Hunter (SAD),  (Australija), The Machine (SAD), Hellraiser (SAD),  (Australija/Srbija) i drugih.
Autor je pozorišne duo drame Ustanik, scenarija za dugometražni igrani film Leptir i koautor, sa svojom bivšom devojkom Jovanom Atanacković, filmskog scenarija Majka, a sva ova dela su u fazi produkcijskih priprema.

## Bibliografija
Napisao je Trilogiju o slobodi, priču o srpskoj borbi za oslobođenje od Turaka, koju čine romani Janičar (štampan u tri izdanja), Ustanik (dva izdanja) i Četnik, a nakon toga krimi triler Doktor i antiratnu akcionu dramu Umetnik.
- Janičar, roman, EvroBook, 2016.[2]
- Ustanik, roman, EvroBook, 2017.[3][4]
- Četnik, roman, EvroBook, 2018.
- Doktor, roman, EvroBook, 2019.[5]
- Umetnik, roman, Panonija, 2022.

Kao koautor, takođe sa Jovanom, učestvovao je u zbirci pripovedaka grupe autora o Golupcu Gvozdena kapija (Narodna biblioteka Veljko Dugošević, Golubac, 2018) pripovetkom Golubica, a u zbirci o Zviždu i Homolju Čuvari zlatnog runa III (Centar za kulturu Veljko Dugošević u Kučevu, 2019) pripovetkom Leptir.

## Diskografija
Patrias je do sada objavio dva albuma, sa tekstovima na srpskom jeziku, i zabeležio veliki broj nastupa u Srbiji i inostranstvu, na kojima nikada nije svirao pesmu nekog drugog autora.
- Patrias – Put, Miner Records, 2014. godine
- Patrias – Imperator, One Records, 2018.[9]

## Spoljašnje veze
- „Intervju sa Edijem Sašom Đorđevićem: Čitaoci traže visok kvalitet dela”. YouthNOW. Приступљено 28. 9. 2018.
- „INTERVJU: EDI SAŠA ĐORĐEVIĆ: Karađorđe je jedan od najvećih ali i najtragičnijih likova srpske istorije!”. Afera. Архивирано из оригинала 25. 10. 2018. г. Приступљено 28. 9. 2018.
- „Saša Edi Đorđević”. Evrobook. Архивирано из оригинала 13. 07. 2020. г. Приступљено 28. 9. 2018.